# ノコギリエイ科
ノコギリエイ科（ノコギリエイか、学名：Pristidae、英名：Sawfish、ソーフィッシュ）は、ノコギリエイ目の下位分類群の1つ。最大の特徴は頭部から長く突き出た平たいノコギリ状の吻である。かなり大型で、全長7 mを超える種もいる。熱帯、亜熱帯地域の沿岸海域や汽水域、淡水の河川や湖沼に生息する。全種が絶滅危惧種である。
なお、外見こそよく似ているが、ノコギリザメ（ノコギリザメ目ノコギリザメ科）、スクエロリンクス亜目（ガンギエイ目の絶滅分類群）とは分類学的に異なる。
本科魚類は繁殖が比較的遅く、雌は仔魚を出産する。魚や無脊椎動物を捕食し、吻を用いて獲物を探す。ふつう人間には攻撃的ではないが、捕獲されたり、脅威を感じると暴れて、ノコギリで怪我を負わす可能性がある。
何千年も前から知られ、狩猟の対象となってきた。そして世界中の多くの社会において、神話的、精神的な重要な役割を果たしている。
かつては広く分布していたが、ここ数十年で激減し、主要な個体群の生息域はオーストラリア北部と米国のフロリダ州に残る程度である。全種がIUCNによって近絶滅種と評価されている。フカヒレの利用、伝統薬の原料、歯、ノコギリのために乱獲されている。また、生息地の減少にも直面している。2007年以降、ワシントン条約により、部位を含めた国際取引が制限されている。オーストラリアや米国などの国で保護されており、誤って捕獲した場合は放流しなければならず、違反者は高額の罰金を科せられる。

## 分類
ノコギリエイ科 Pristidae とそのタイプ属であるノコギリエイ属 Pristis の学名は、古代ギリシア語のπρίστης （ローマ字表記：prístēs、「鋸」を意味）に由来する。
見た目に反して、ノコギリエイ科はエイの仲間である。ノコギリエイ科は伝統的に、ノコギリエイ目の唯一の現生分類群であると考えられてきたが、サカタザメ科、シノノメサカタザメ科、Trygonorrhinidaeなどが含まれることが判明した。サカタザメ科に似ているが、サカタザメ科にはノコギリがなく、共通祖先はサカタザメ科に似ていた可能性が高い。

## 下位分類
ノコギリエイ科内の分類は長らく混乱していた。2013年になってようやく、2属5種が分類されると確定した。
ノコギリエイ属 Anoxypristis にはノコギリエイ1種のみが分類され、かつてはノコギリエイ属に含まれていたが、この2属は形態的にも遺伝的にも大きく異なる。現在ノコギリエイ属 Pristis には2つの種群に分かれた4種の現生種が含まれる。スモールトゥース種群には3種、ラージトゥース種群には1種のみが含まれる。ラージトゥース群には以前は定義が曖昧な3種が含まれていたが、2013年に P. pristis、P. microdon、P. perotteti は形態的にも遺伝的にも違いがないことが示された。結果的に、P. microdon と P. perotteti は P. pristis のシノニムとされている。
日本では「ノコギリエイ」という和名を永らく山陰沖で採取され Anoxypristis cuspidata として報告された魚に対して与えていた。しかし最近になってこれは実体がなく非常に疑わしいという研究結果が出され、あらためて八重山諸島で採取されたという報告が確実である Pristis microdon に対してノコギリエイという和名が与え直されていた。P. microdon は Pristis pristis のシノニムとされたため、P. pristis が「ノコギリエイ」であった。
しかし琉球大学の小枝圭太助教が東京大学総合研究博物館動物部門に収蔵される魚類標本の調査の過程において、1928年3月5日に東京市場にて水揚げされた九州西方の東シナ海産とみられるA. cuspidataの標本が確認された。神奈川県立生命の星・地球博物館の瀬能宏との共同研究により、16世紀から現在に至るまでに日本および東アジア域の文献資料を調査し、過去日本国内においてノコギリエイが２種生息していたことが示された。そのためA. cuspidataには標準和名ノコギリエイを適用し、もう一種のP. pristis には新標準和名オオノコギリエイを新たに提唱された。そしてノコギリエイA. cuspidataは日本国内において50年以上の確認されておらず、環境省レッドリストの判定基準で国内絶滅したとされた。
| ノコギリエイ科の属と種      | ノコギリエイ科の属と種      | 画像 | 学名                                  | 一般名 | IUCNの評価 | 分布                         | 主な生息地           |
| --------------------------- | --------------------------- | ---- | ------------------------------------- | --- | ---------- | ---------------------------- | -------------------- |
| ノコギリエイ属 Anoxypristis | ノコギリエイ属 Anoxypristis |      | Anoxypristis cuspidata (Latham, 1794) | ノコギリエイ (旧和名:スベスベノコギリエイ) Narrow sawfish, knifetooth sawfish(ナイフトゥース・ソーフィッシュ), pointed sawfish                                                                     | 近絶滅種   | インド太平洋                 | 海洋、河口           |
| オオノコギリエイ属 Pristis  | スモールトゥース種群        |      | Pristis clavata Garman, 1906          | ドワーフ・ソーフィッシュ Dwarf sawfish(ドワーフ・ソーフィッシュ), Queensland sawfish | 近絶滅種   | インド太平洋                 | 海洋、河口           |
| オオノコギリエイ属 Pristis  | スモールトゥース種群        |      | Pristis pectinata Latham, 1794        | スモールトゥース・ソーフィッシュ Smalltooth sawfish(スモールトゥース・ソーフィッシュ) | 近絶滅種   | 大西洋                       | 海洋、河口           |
| オオノコギリエイ属 Pristis  | スモールトゥース種群        |      | Pristis zijsron Bleeker, 1851         | グリーンソーフィッシュ Green sawfish, longcomb sawfish, narrowsnout sawfish, olive sawfish | 近絶滅種   | インド太平洋                 | 海洋、河口           |
| オオノコギリエイ属 Pristis  | ラージトゥース種群          |      | Pristis pristis (Linnaeus, 1758)      | オオノコギリエイ (旧和名:ノコギリエイ) Largetooth sawfish(ラージトゥース・ソーフィッシュ), common sawfish, wide sawfish, freshwater sawfish, river sawfish, Leichhardt's sawfish, northern sawfish | 近絶滅種   | 大西洋 インド太平洋 東太平洋 | 海洋、河口、河川、湖 |

### 絶滅分類群

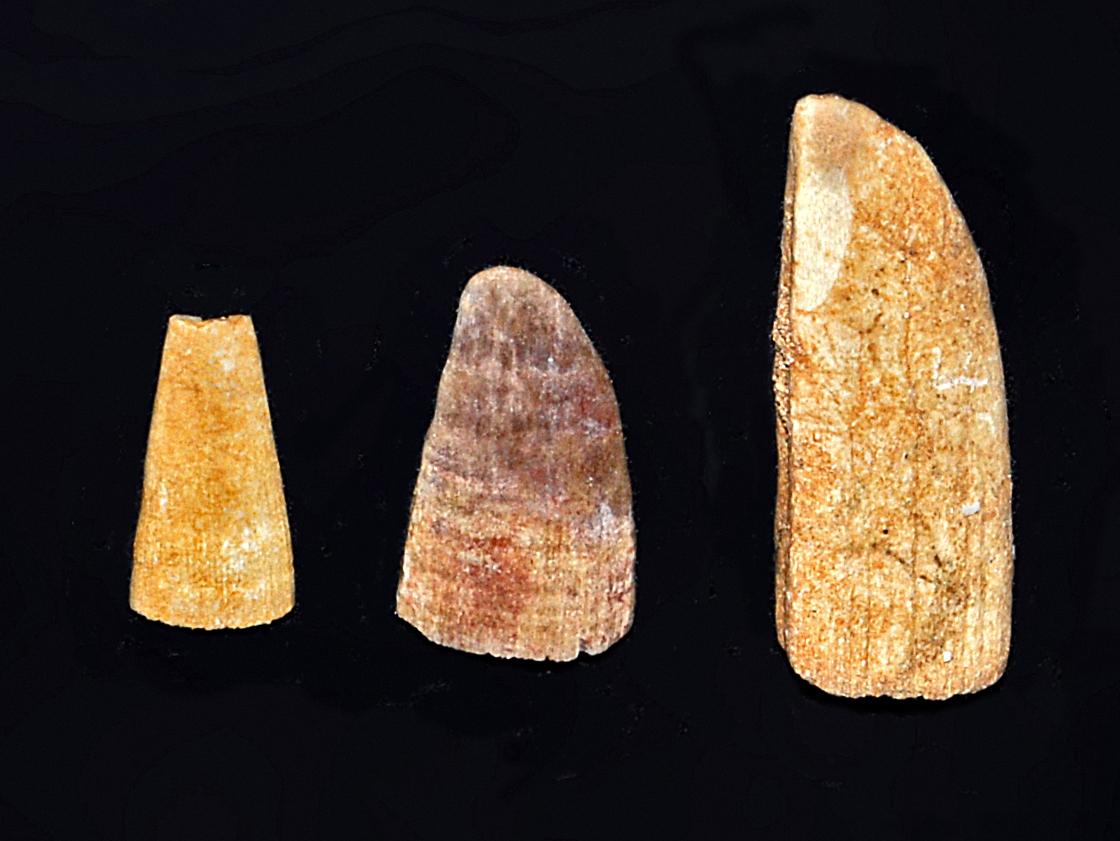
主にノコギリの歯の化石が知られており、画像は始新世の Pristis lathami。

化石からのみ知られる絶滅種が数種存在する。最も古いものは単型属である Peyeria で、その化石は1億年前のセノマニアン期（白亜紀後期）まで遡るが、これはシノノメサカタザメ科の魚類である可能性がある。確実にノコギリエイ科の属といえるものは、白亜紀と古第三紀の間の大量絶滅の比較的後、約6000万年前の新生代に出現した。その中には、化石からのみ知られる単型属である Propristis や、絶滅したノコギリエイ属の数種、絶滅したオオノコギリエイ属の数種がある。歴史的に、古生物学者はノコギリエイ属をオオノコギリエイ属に含んでいた。対照的に、Dalpiazia、オンコプリスティス、Oxypristis、Mesopristis など、いくつかの絶滅属が時折記載されているが、最近では一般的に最初の2属をスクレロリンクス科に含め、最後の2属はオオノコギリエイ属のシノニムとされている。本科魚類の化石は世界中のすべての大陸で発見されている。
白亜紀に生息していた絶滅した科であるスクレロリンクス科は外見上ノコギリエイやノコギリザメに似ており、ノコギリエイの一種として分類されていたことがあったが、実際にはこれらと収斂進化したガンギエイ目の科であるとされるようになった。

## 形態

### 吻
ノコギリエイ科魚類の最も特徴的な部分は、両側に一列の白っぽい歯（吻棘ともいう）があるノコギリのような吻である。吻部は頭蓋骨の延長であり、軟骨でできていて皮膚で覆われている。吻部の長さは通常、全長の約4分の1から3分の1であるが、種によって異なり、年齢や性別によっても異なる。吻歯は真の意味での歯ではなく、皮歯が変化したものである。吻歯は生涯を通じて大きくなり、失われても新しい歯は生えてこない。ノコギリエイ属では、歯は吻部全体に存在するが、ノコギリエイの成魚では吻部基部の4分の1には歯が無く、幼魚では約6分の1に歯が無い。歯の数は種によって異なり、片側で14個から37個である。吻部の両側で歯の数がわずかに異なるのが一般的で、差は3本を超えることはない。種によっては、平均して雌の歯の数が雄よりも少ない。ノコギリエイ属の歯は釘状で、ノコギリエイ属では平らで幅広い三角形である。鰭や吻部などの特徴が種を区別するために使用され、吻部だけで種を区別することも可能である。

### 体

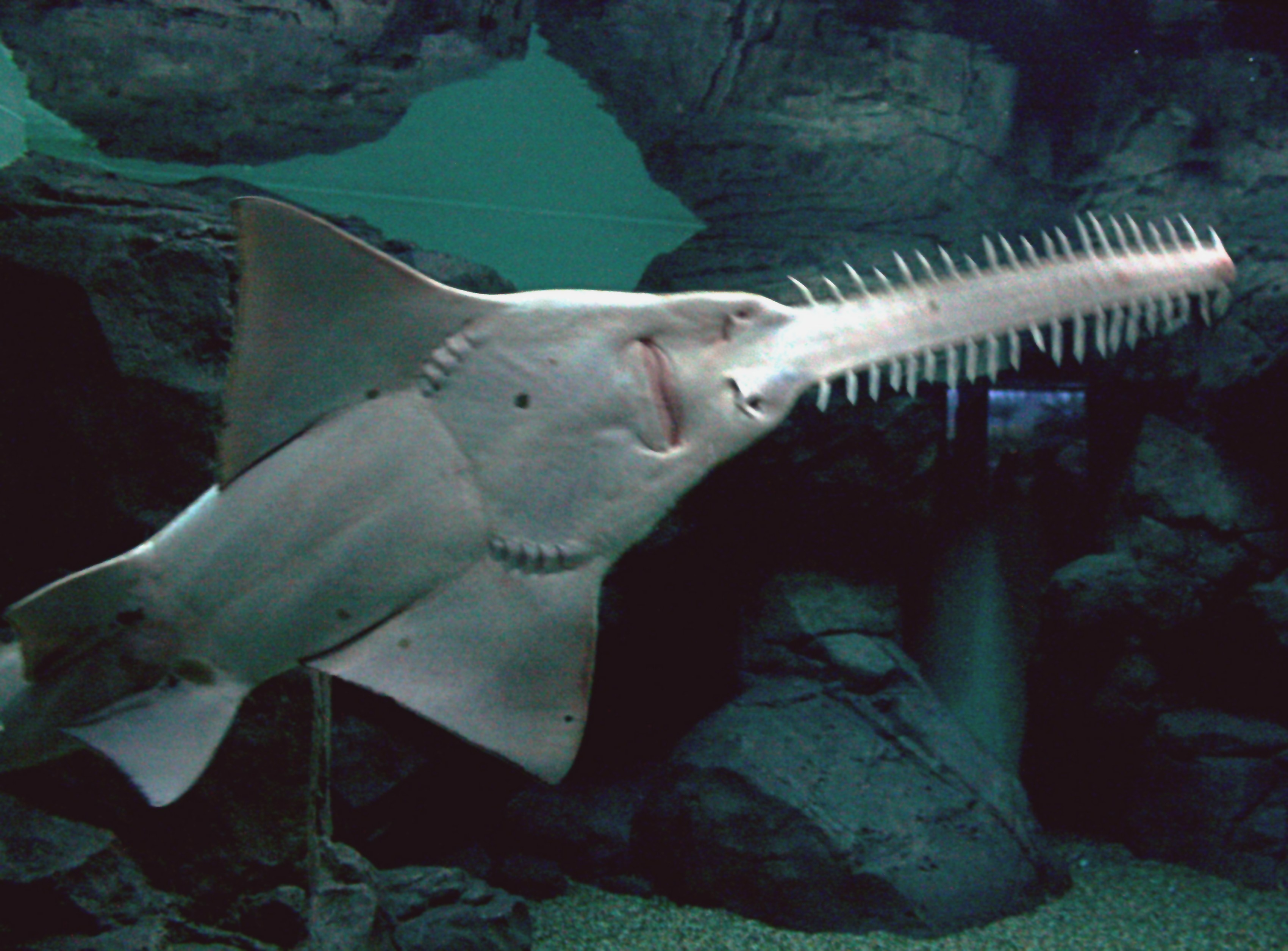
ノコギリエイの腹面は白く、鼻孔、口、鰓裂が見える。

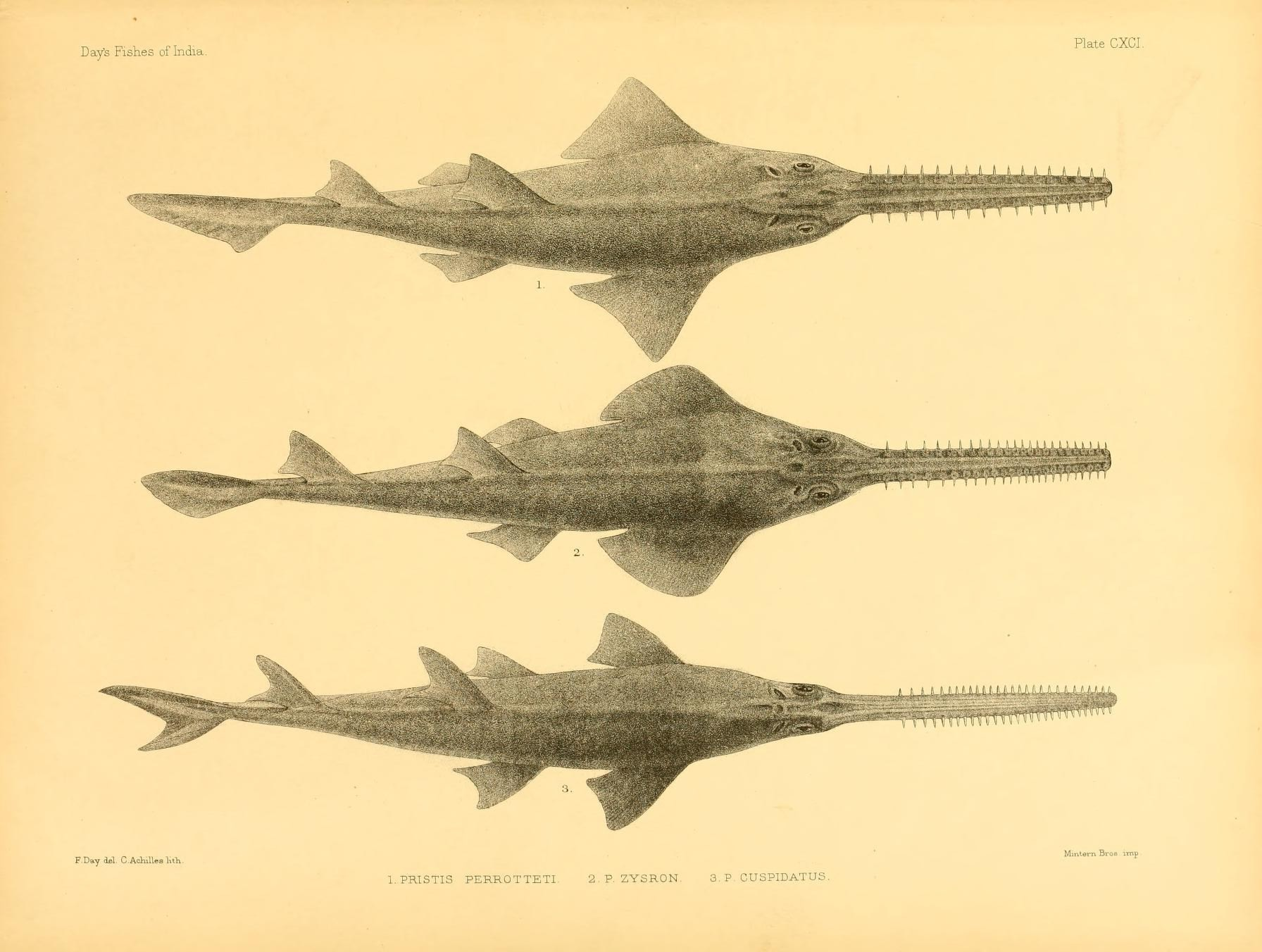
上はオオノコギリエイ、中央はグリーンソーフィッシュ、下はノコギリエイ。ノコギリの形、尾鰭と胸鰭の形、第一背鰭の位置が異なる。

体はサメのように頑丈で、腹面と頭部は平らである。ノコギリエイ属は皮膚が皮歯で覆われており、ザラザラとした「サメ肌」だが、ノコギリエイ属では大部分の皮膚が滑らかである。口と鼻孔は頭部腹面にある。口の上顎には約88 - 128本の小さく縁の鈍い歯があり、下顎には約84 - 176本ある。これらは各顎に10 - 12列に並んでおり、石畳のような歯板を形成する。目は小さく、後ろには噴水孔があり、吸い込んだ水を鰓に通す。鰓裂は左右に5つずつあり、胸鰭の付け根近くの腹面にある。見た目が似ているノコギリザメ科魚類は、体側面に鰓裂があり、最大でも約1.5 mと小型である。また、ノコギリザメ類はノコギリエイ類とは異なり、吻に一対の長いひげを持つ。
ノコギリエイ類は、比較的高く大きな二基の背鰭、翼のような胸鰭と腹鰭、大きな尾鰭上葉と様々な大きさの尾鰭下葉（尾鰭下葉はノコギリエイ属では比較的大きく、ノコギリエイ属では小さいか存在しない）を持つ。腹鰭と比較した第一背鰭の位置は様々であり、種の識別に用いられる。臀鰭を持たない。背面は鈍い茶色、灰色、緑色、黄色がかった茶色で、黒色の個体もいる。腹面は淡色で、通常は白っぽい。
他の板鰓類と同様に、ノコギリエイ類には鰾が無く（代わりに油分を豊富に含む大きな肝臓で浮力を調節している）、骨格は軟骨から成る。雄には、交尾に使われる一対の細長いクラスパーがあり、腹鰭の下側に位置する。若い雄ではクラスパーは小さく不明瞭である。小腸には螺旋弁と呼ばれるコルク抜きのような形をした内部の仕切りがあり、食物の吸収に利用できる表面積を増やしている。

### 大きさ

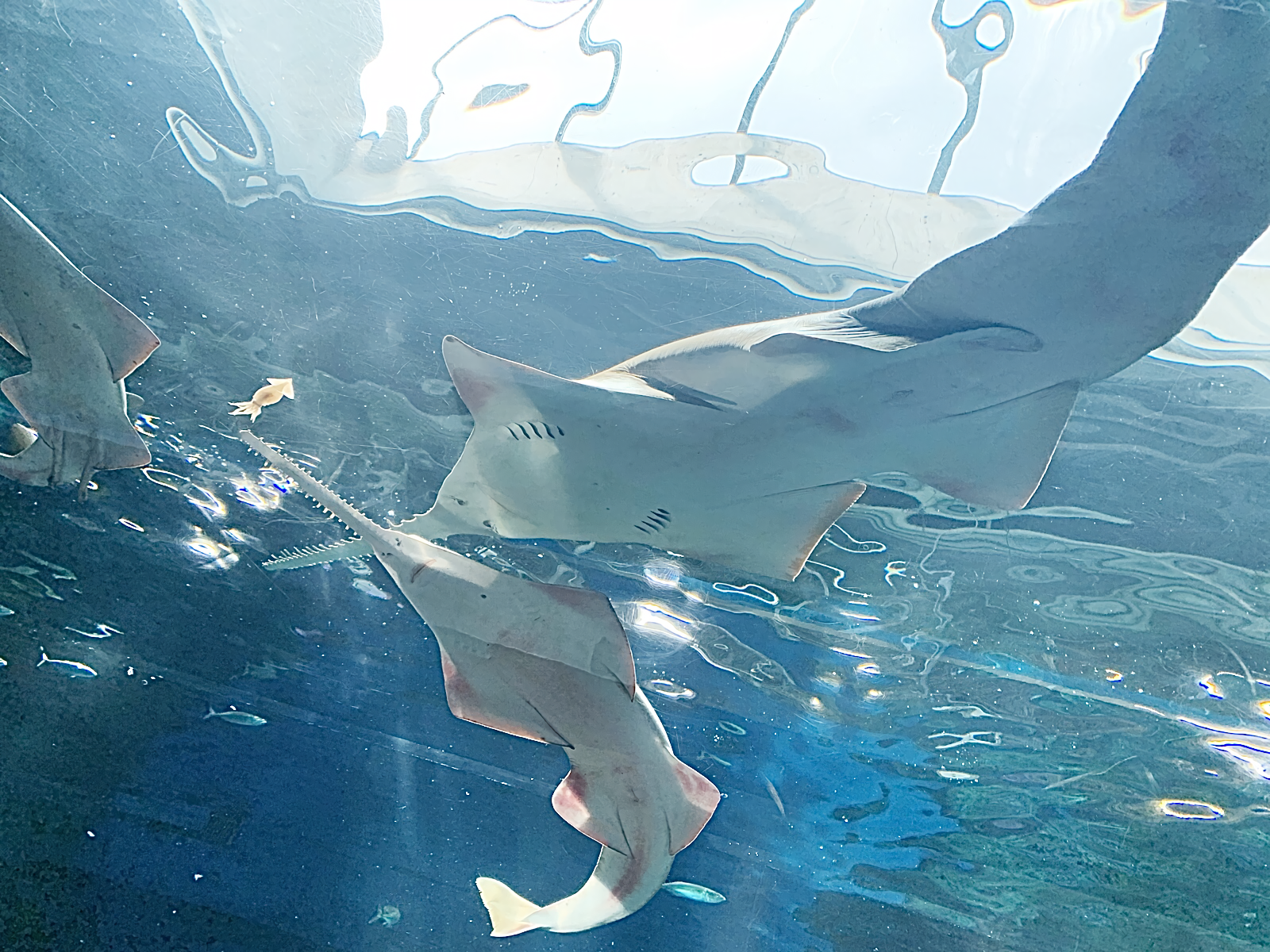
上はグリーンソーフィッシュ、下はドワーフ・ソーフィッシュ

オオノコギリエイ類は大型の魚類であるが、各種の最大サイズは一般に不明である。スモールトゥース・ソーフィッシュ、オオノコギリエイ、グリーンソーフィッシュは魚類の中でもかなり大きい。この3種は全長が約6 mを確実に超え、正式なものではないが7 mを超える記録もある。最大全長は7 - 7.6 mと報告されている。大型個体は体重が500 - 600 kgに達し、それ以上になる可能性もある。非常に疑わしいが、全長9.14 m、体重2,400 kg、全長9.45 m、体重2,591 kgという報告もある。
残りの2種、ドワーフ・ソーフィッシュとノコギリエイはノコギリエイ類の中では小さいが、最大全長が3.2 mと3.5 mの大型魚である。過去にはドワーフ・ソーフィッシュの全長は1.4 m程度にしかならないと報告されていたが、現在ではこれは誤りであることが分かっている。

## 分布と生息地

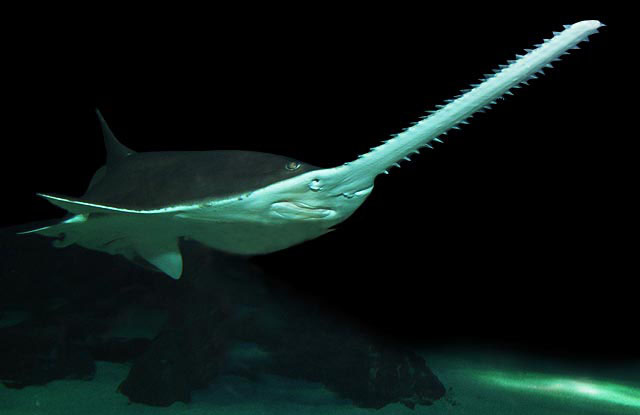
スモールトゥース・ソーフィッシュは大西洋に分布し、アメリカ合衆国の海域で見られる唯一のノコギリエイ類である。

### 分布
世界中の熱帯および亜熱帯の海域に分布する。歴史的には、東大西洋ではモロッコから南アフリカ共和国まで、西大西洋ではニューヨーク州からウルグアイまで、カリブ海やメキシコ湾を含む地域に分布していた。地中海からも古い報告があり（最後のものは1950年代後半かその直後）、迷魚とみなされてきたが、記録の再検討により、この海域に繁殖個体群がいたことが強く示唆されている。東太平洋では、マサトランからペルー北部まで分布していた。カリフォルニア湾が生息域に含まれることは時々あるが、メキシコ近海における既知の記録は湾より南側である。南アフリカ共和国から紅海、ペルシャ湾、東と北は韓国と日本南部、東南アジアからパプアニューギニアとオーストラリアまで、インド太平洋西部と中部に広く分布していた。今日では歴史的に生息していた地域の多くから姿を消している。

### 生息地

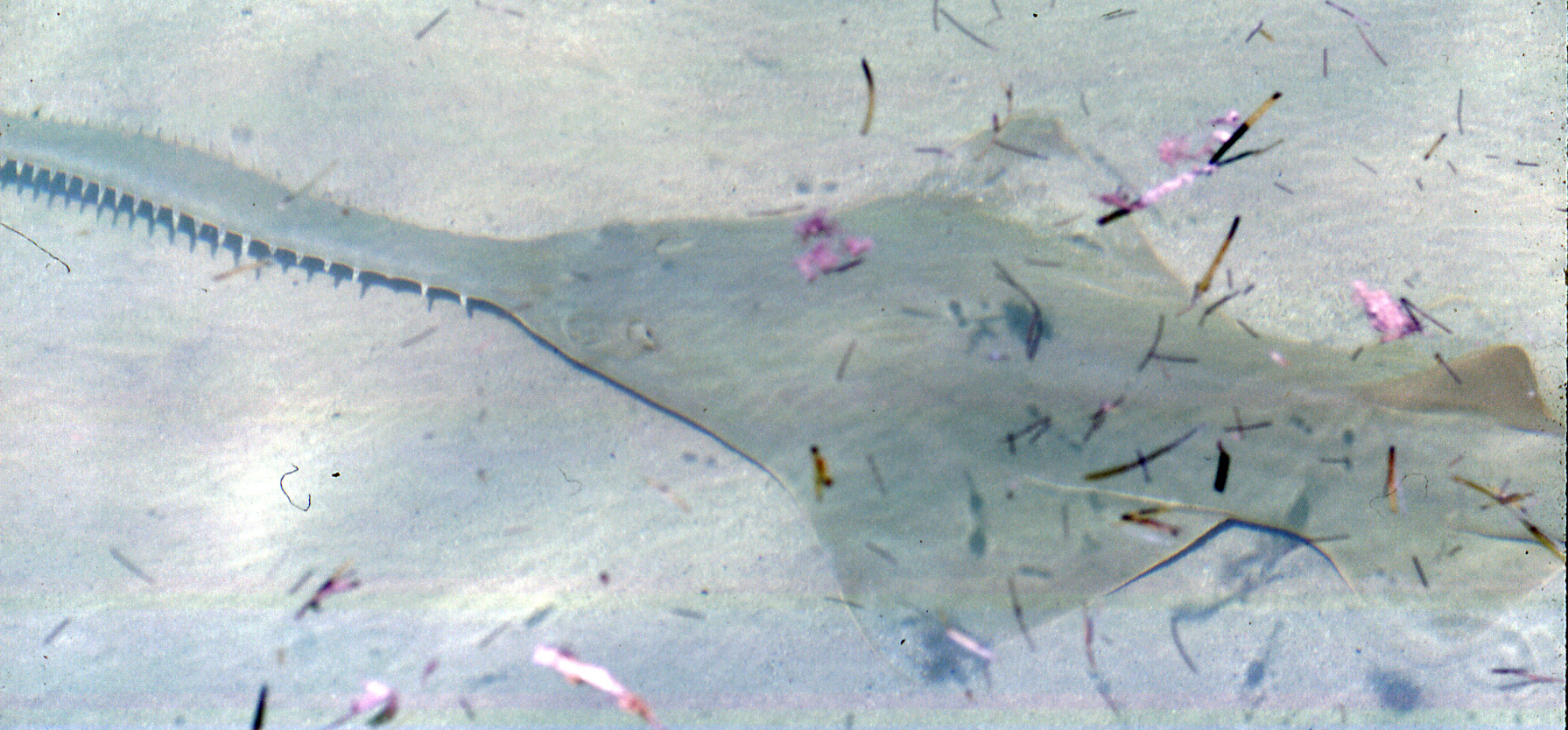
バハマ、ビミニのスモールトゥース・ソーフィッシュ

主に沿岸海域や河口の汽水域に生息するが、浸透圧調節能力が高く、淡水にも進出する。オオノコギリエイは淡水への適応能力が最も高い。例えば、アマゾン川の1,340 km上流、ニカラグア湖でも生息が報告されており、幼魚は淡水で生後数年間過ごす。対照的に、オオノコギリエイ属の他の種は通常純淡水を避けるが、特に塩分が上昇している時期には、河川に進出することもある。はるか上流でノコギリエイが目撃されたという報告もあるが、他種との誤認である可能性がある。このように海水と淡水を行き来できる軟骨魚類はノコギリエイのほか、オオメジロザメ、ガンジスメジロザメ属の数種、Dasyatis garouaensisなどアカエイ科の数種類が知られている程度であり、さらにサメ類は淡水域で繁殖まではしないのに対してノコギリエイの仲間はニカラグア湖での出産例が報告されていることなど、このグループの中では特異な性質であると言える。
主に比較的浅い水域に生息しており、通常は水深10 m未満で、時には1 m未満の場所でも見られる。幼魚は非常に浅い場所を好み、水深25 cm未満の水域で見つかることが多い。沖合でも見られるが、100 m以深の場所では稀である。オオノコギリエイまたはスモールトゥース・ソーフィッシュが中央アメリカ沖の水深175 mを超える場所で捕獲された。
ドワーフ・ソーフィッシュとノコギリエイは温水種であり、それぞれ水温25 - 32℃、24 - 32℃の水域に生息する。グリーンソーフィッシュとスモールトゥース・ソーフィッシュはより冷たい水域にも生息し、後者は水温16 - 18℃の環境にも生息する。冷水に適応できる2種は元々の分布が温水種よりもさらに北と南に及んでいた。ノコギリエイ類は底魚であるが、飼育下では少なくともオオノコギリエイとグリーンソーフィッシュは水面から容易に餌をとることが観察されている。泥や砂などの柔らかい底の場所に多く、岩場やサンゴ礁でも見られる。海草の藻場やマングローブ林で見られることも多い。
浅い水域のノコギリエイ類とは対照的に、ノコギリザメ類は通常、水深200 m以深の深海で見つかる。また、ノコギリエイ類の分布域よりも冷たい、亜熱帯または温帯の海域に分布する。

## 生態

### 繁殖とライフサイクル

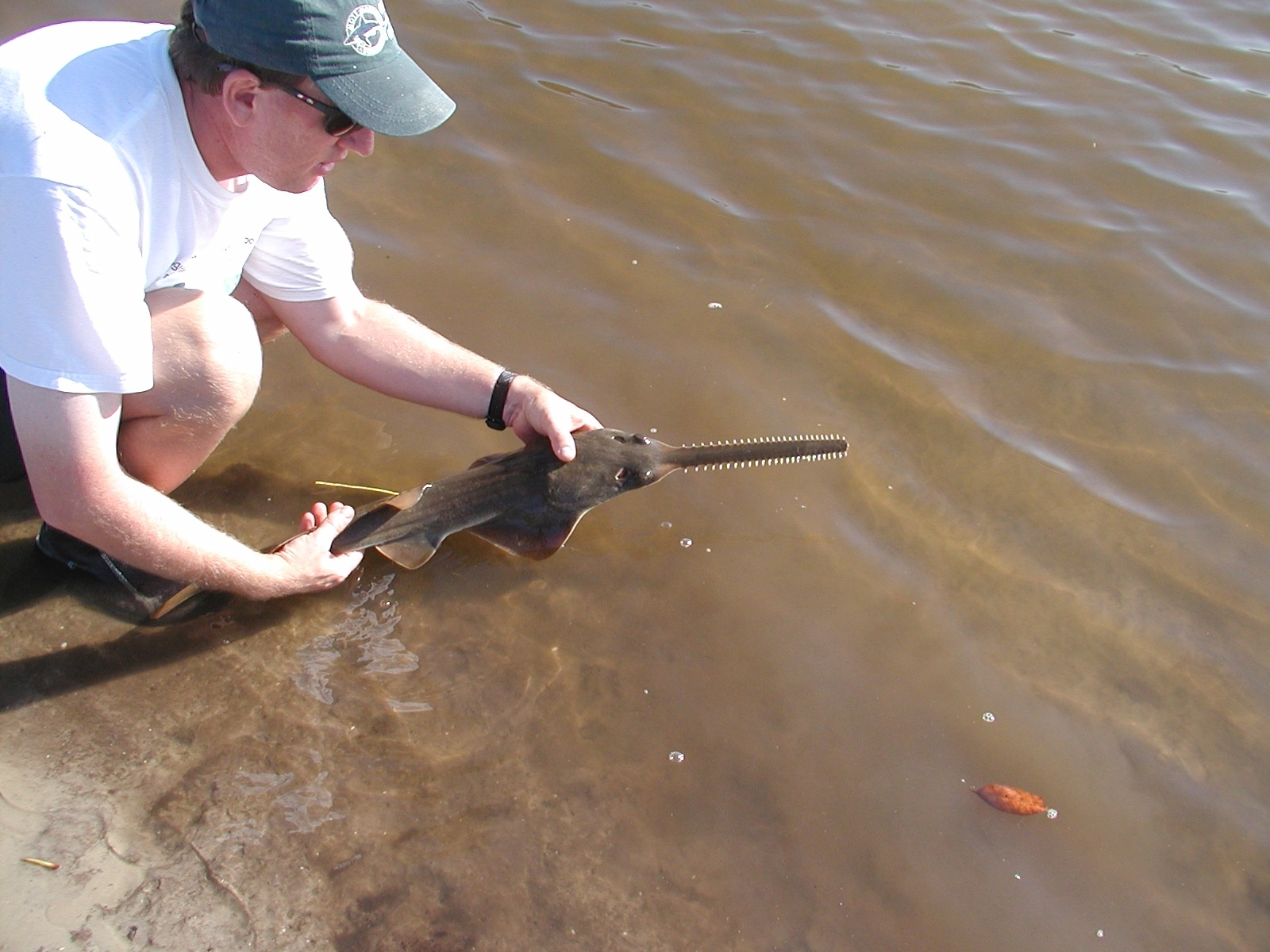
放流されるスモールトゥース・ソーフィッシュの幼魚

繁殖については不明な点が多いが、全種が卵胎生で、雌は1年または2年に1回、仔魚を出産する。雄は雌よりも小型で、わずかに若い年齢で性成熟に達する。知られている限りでは、性成熟はオオノコギリエイ属では7 - 12歳、 ノコギリエイ属では2 - 3歳である。スモールトゥース・ソーフィッシュとグリーンソーフィッシュでは全長3.7 - 4.15 m、ノコギリエイでは2.8 - 3 m、ドワーフ・ソーフィッシュでは約2.55 - 2.6 m、ノコギリエイでは2 - 2.25 mで成熟する。世代の長さはノコギリエイで約4.6年、ノコギリエイ属では14.6 - 17.2年である。
交尾では、雄が腹鰭にあるクラスパーを雌に挿入して卵子を受精させる。多くの軟骨魚類と同様に、交尾は荒く、パートナーのノコギリで裂傷を負うことがある。しかし、遺伝子検査によって、単為生殖によっても繁殖できることが示された。フロリダ州では、約3%の個体が単為生殖由来の個体だと推定されている。これにより、雌はパートナーが見つからなくても繁殖することができると推測されている。
妊娠期間は数ヶ月である。1回の出産で1 - 23匹の仔魚を産み、出生時の体長は60 - 90cmである。胎児の吻部は柔軟で、出産直前に硬化する。母体を保護するため、胎仔のノコギリには柔らかな膜があり、出産後すぐに脱落する。出産地は沿岸および河口域である。幼魚は一般的に生涯の前半をそこで過ごし、塩分濃度が上昇すると時々上流に向かう。例外はオオノコギリエイで、幼魚は川を遡って淡水域に入り、時には海から400 kmも離れた場所で3 - 5年間過ごす。少なくともスモールトゥース・ソーフィッシュでは、幼魚は特定の生息地に留まる。グリーンソーフィッシュとドワーフ・ソーフィッシュでは、雌雄ともに生涯を通じて同じ地域に留まり、亜集団間の混交は殆ど無い。ノコギリエイでは、雄は亜集団間をより自由に移動しており、雌は生まれた地域に戻って出産する。
ノコギリエイ類の寿命の長さはかなり不確実である。幼魚の時に捕獲されたグリーンソーフィッシュは、飼育下で35年生きた。またスモールトゥース・ソーフィッシュは、飼育下で42年以上生きた記録がある。ノコギリエイの寿命は約9年と推定されており、オオノコギリエイ属では、約30年から50年以上と推定されている。

### 電気受容
独特な吻は、獲物の位置特定と捕獲の両方において重要な役割を果たしている。頭部と吻部にはロレンチーニ器官と呼ばれる何千もの感覚器官があり、ノコギリエイはこれによって他の生物が発する電位を測定することでその動きを感知することができる。電気受容は全ての軟骨魚類と一部の硬骨魚類に見られる。ノコギリエイ類ではロレンチーニ器官は吻部の上部と下部に最も密集しており、位置と数は種によって異なる。ノコギリエイ類は感知装置として吻を利用し、海底の底質の中に生息する餌の甲殻類や小魚などの生物を探り当てる。約40 cmの距離から電気受容によって獲物を探知できる。ノコギリエイ類が生息するいくつかの海域は非常に濁っており、視覚による狩りの可能性が制限される。

### 摂餌

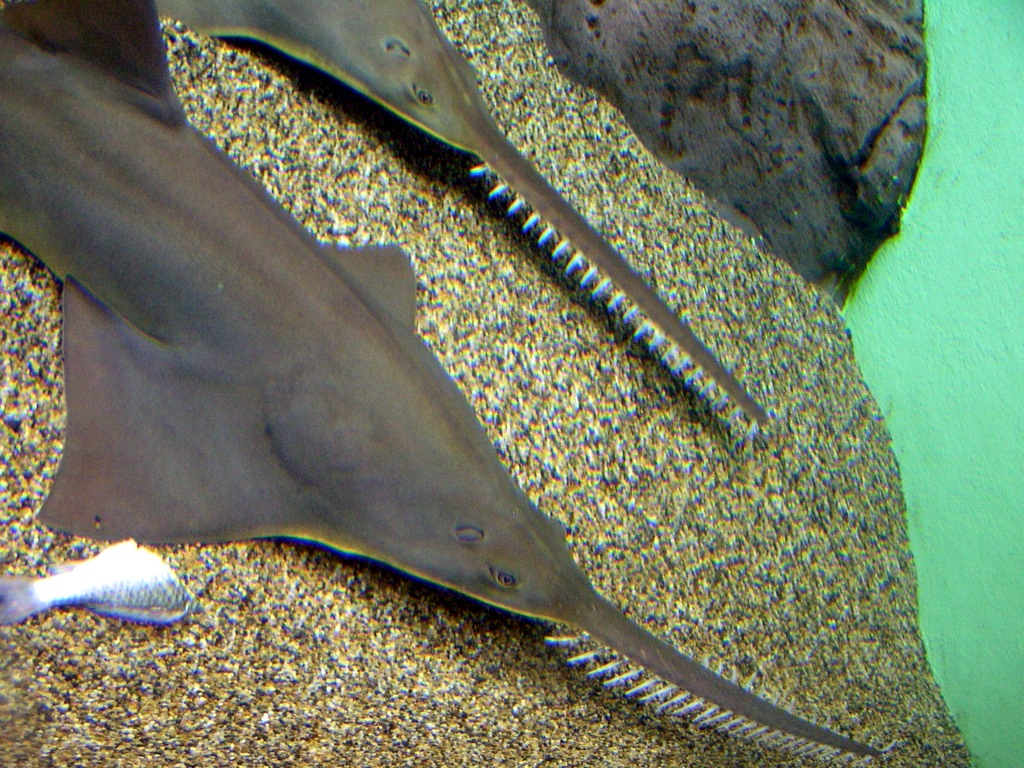
上海海洋水族館のオオノコギリエイ

夜行性であり、夜間に獲物を探す。魚類、甲殻類、軟体動物を捕食する。ノコギリエイ類がクジラやイルカなどの大型の獲物の肉片を切り取って攻撃すると考えられていたこともあるが、そのような証拠は無い。人間は獲物になるには大きすぎる。飼育下では通常、全体重の1 - 4%に相当する量を1週間で与えるが、飼育下では野生よりもかなり早く成長する。
獲物を見つけた後、どのようにノコギリを使うのかについては議論があり、これに関する一部の研究は実際の観察ではなく推測に基づいている。2012年には3つの主要な使い方(遊泳、海底、固定)があることが示された。魚など遊泳している獲物の場合、ノコギリで獲物を素早く叩き、無力化する。その後獲物は海底に運ばれ、食べられる。海底にいる獲物に対してもノコギリで叩いて無力化する。ノコギリは流線型で、水の抵抗が少ない。吻の下側で獲物を海底に固定する方法は、サカタザメ科に見られる方法に似ている。獲物の位置を操作するためにも使用され、魚を頭から飲み込むことができるため、鰭の棘に引っかかることなく飲み込むことができる。一般的な獲物であるナマズの棘がノコギリエイ類の吻に刺さっているのが発見されている。ノコギリエイ類から逃げようとするボラの群れが観察されている。獲物の魚は通常丸ごと飲み込まれ、ノコギリで細かく切り刻まれることはないが、時には捕獲中に切り裂かれることもある。そのため、獲物は口の大きさによって制限される。1.3 mのノコギリエイ類の胃の中には33 cmのナマズがいた。
ノコギリエイ類は獲物を求めて海底を掘ったり掻き集めたりするのにノコギリを使うと示唆されていたが、これは2012年の研究では観察されず、その後の流体力学的研究でも裏付けられなかった。大型個体は吻棘の先端が摩耗していることが多い。

### ノコギリと防衛
古い話では、ノコギリエイ類は船を沈めたり、人を真っ二つに切ったりするなど、人間にとって非常に危険であるとよく言われているが、これらは伝説であり事実ではないと考えられている。ノコギリエイ類は実際には大人しく、人間に無害であるが、捕獲された場合は別である。身を守るためにノコギリを左右に振り回して人に重傷を負わせることがある。サメなどの捕食者に対する防衛にも使用される。飼育下では、序列や食物をめぐる争いでノコギリを使用するのが目撃されている。

## 人との関わり

### 文化

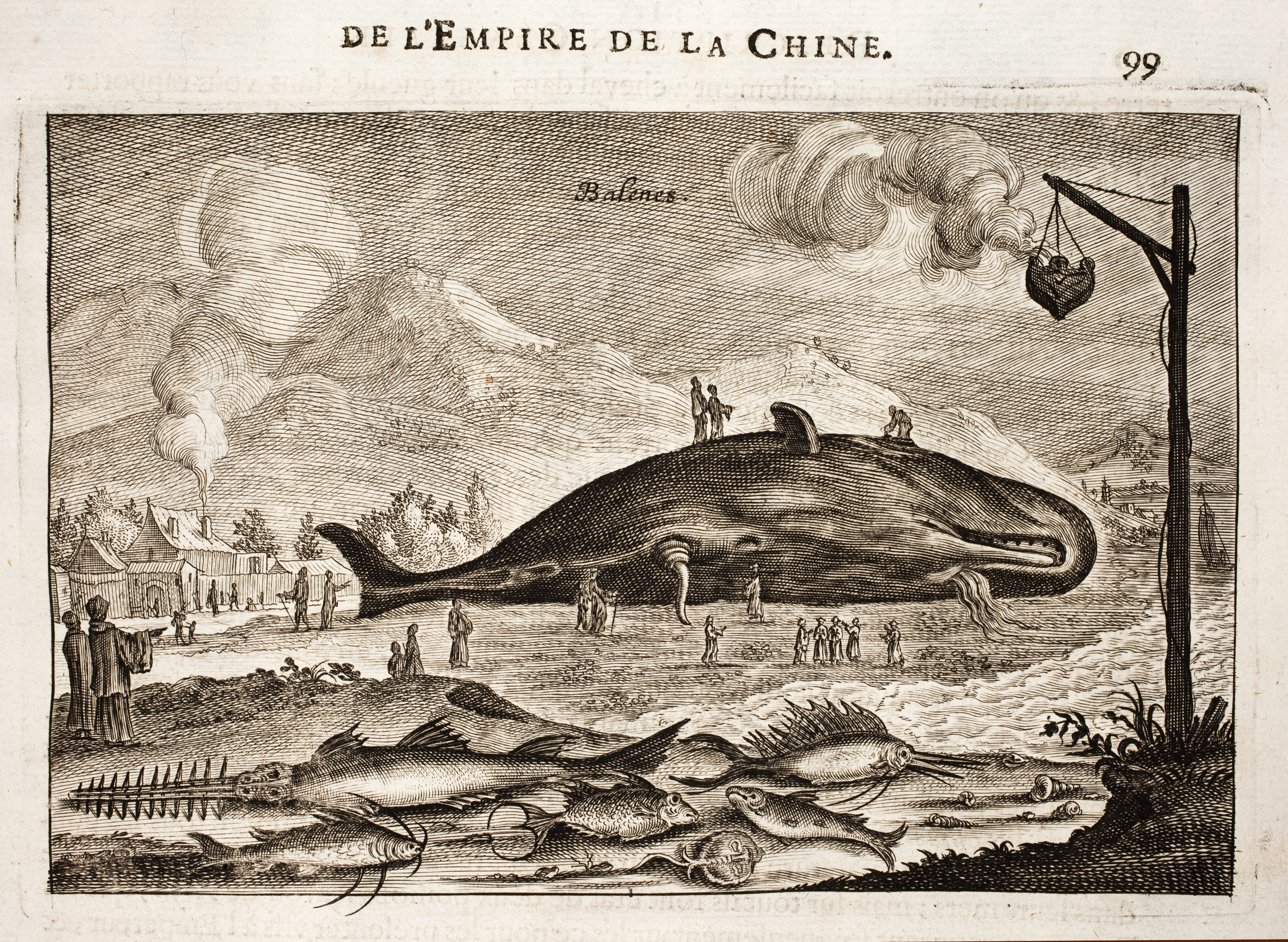
中国のクジラとノコギリエイの絵

ノコギリエイは、1758年にカール・フォン・リンネの著書『自然の体系』で「Squalus pristis」として正式に記載されたが、数千年前から人々に知られていた。大プリニウスの『博物誌』などの古代の著作にも時折登場する。1758年にリンネによってノコギリエイの学名として正式に定められた Pristis は、彼の出版以前から一般名としても使われていた。1554年にギヨーム・ロンドレの『Libri de piscibus marinis in quibus verae piscium effigies expressae』に「pristes」として記述されており、「pristi」はウリッセ・アルドロヴァンディの『De piscibus libri V, et De cetis lib』に記述されている。
ヨーロッパ以外では、13世紀のザカリーヤー・カズウィーニーの著作など、古いペルシアの文献にも記されている。ペルシア湾地域、パナマの太平洋岸、ブラジルの沿岸部など、世界各地の考古学的遺跡から発見されている。

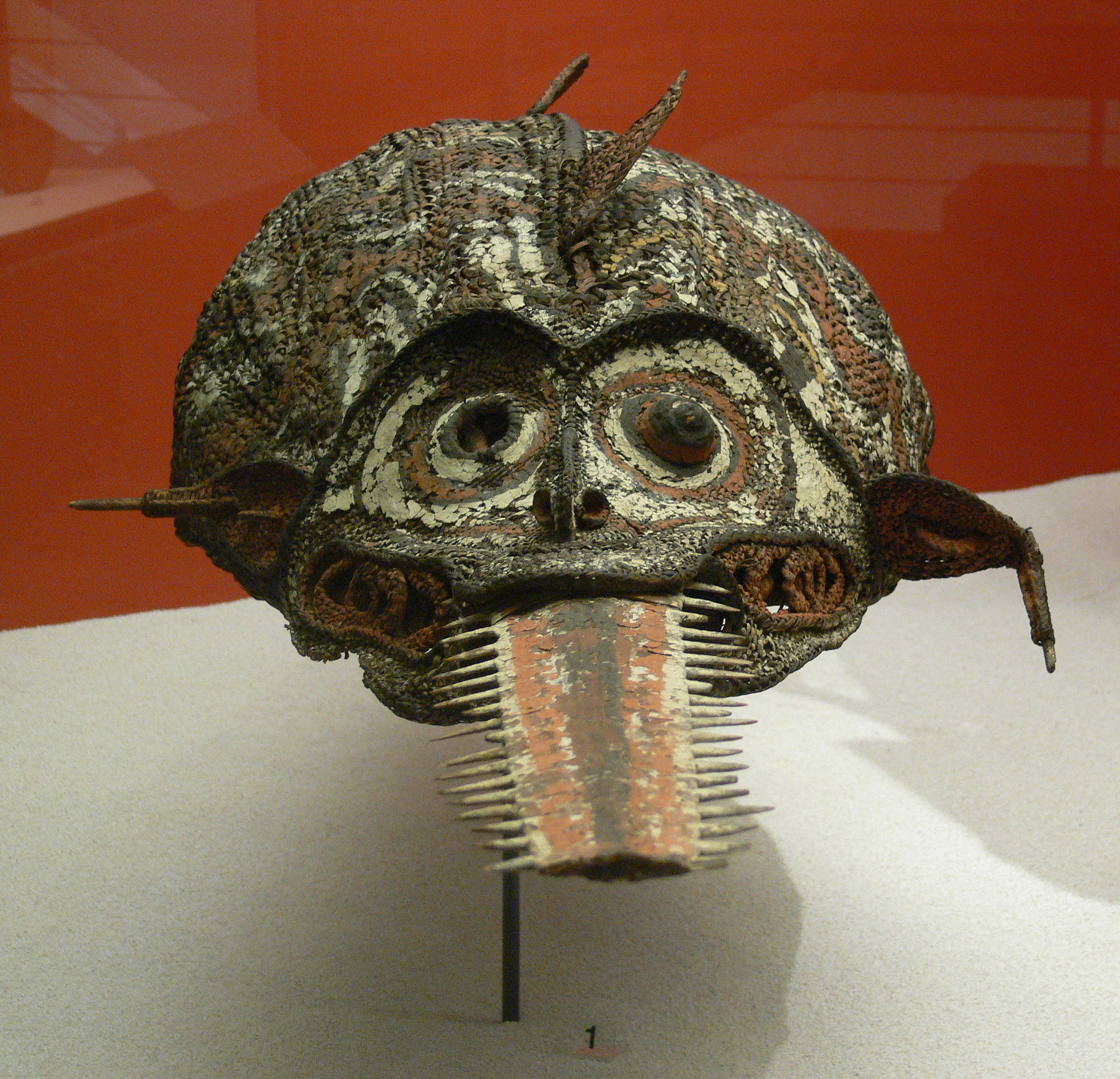
ノコギリエイ類を模した仮面。パプアニューギニアで発見された。

ノコギリエイ類の文化的意義は大きく異なる。現在のメキシコに住んでいたアステカ人は、ノコギリエイ類のノコギリを文化の描写に取り入れており、特に怪物シパクトリの剣として描かれている。多数のノコギリエイ類の吻がテンプロ・マヨールで埋められていたのが発見されており、ベラクルス州沿岸の2か所にはノコギリエイ類を指すアステカ語名があった。同地域で、吻棘がマヤ文明の墓から発見されている。ノコギリエイ類のノコギリは、メキシコのオアハカ州におけるワベ族とサポテカ族の踊りの仮面の一部である。パナマとコロンビアのカリブ海沿岸に住むグナ族は、ノコギリエイ類は溺れている人を救助し、危険な海の生き物から守ってくれるものと考えている。またパナマでは、ノコギリエイ類には超自然的な敵から人間を守ることができる強力な精霊が宿っていると考えられていた。
西アフリカ沖のビジャゴ諸島では、ノコギリエイ類やその他の海の生き物に扮して踊ることが男性の成人式の一部である。ガンビアでは、ノコギリは勇気を表し、家の中にたくさんのノコギリが飾ってあるほど、その持ち主は勇敢であると見なされる。セネガルのレブ族は、ノコギリが家族、家、家畜を守ってくれると信じている。同地域では、彼らはノコギリを魔法の武器として使う先祖の霊として認識している。ガーナのアカン族は、ノコギリエイ類を権威の象徴としている。アフリカの言語であるドゥアラ語には、ノコギリエイ類に関することわざがある。アフリカ沿岸の他の地域では、ノコギリエイ類は非常に危険で超自然的であると考えられているが、そのノコギリには病気、不運、悪魔に対抗する力が残っていると考えられているため、その力は人間が使うことができるとされる。アフリカのほとんどの地域では、ノコギリエイの肉を食べることは許容されているが、一部の人々（フラニ族、セレール族、ウォロフ族）の間ではタブーとされている。ナイジェリア南部のニジェールデルタ地域では、ノコギリエイ類のノコギリ（イジョー語や近隣言語ではオキと呼ばれる）が仮面舞踊でよく使われる。
アジアでは、ノコギリエイ類は多くの文化において強力なシンボルである。アジアのシャーマンは、悪魔や病気を追い払うための悪魔払いやその他の儀式にノコギリエイ類の吻を使用する。戸口に吊るすと家を幽霊から守ってくれると信じられている。タイの仏教寺院にはノコギリエイ類の絵がよく見られる。ニューギニアのセピック川地域では、地元の人々はノコギリエイ類を崇拝しているが、漁業のタブーを破った者には激しい暴風雨をもたらす罰を与える存在でもある。オーストラリア先住民の一族の間では、先祖代々、ノコギリエイ類がノコギリで川を切り開き、土地を作ったと伝えられている。ヨーロッパの船乗りの間では、ノコギリエイ類は船体をノコギリで突き刺して沈没させるとして恐れられていたが、ノコギリエイ類が人を救ったという話もある。1573年にイタリアで嵐が起き、船が沈没しそうになった。船乗りたちは祈りを捧げて無事に陸に上陸し、船の穴をノコギリエイ類のノコギリが塞いでいるのを発見した。この奇跡的な出来事から生まれたと言われるノコギリエイ類の吻が、ナポリのサンタ・マリア・デル・カルミネ教会に保管されている。

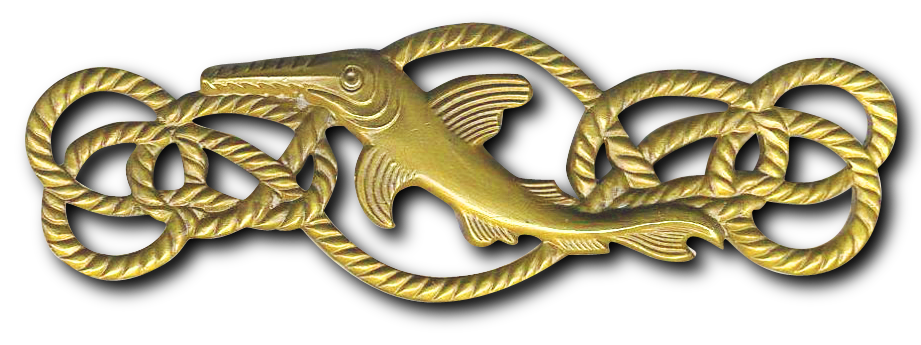
第二次世界大戦におけるドイツの戦闘部隊の紋章

ノコギリエイ類は近年の歴史においてシンボルとして使われてきた。第二次世界大戦中にはイラストが海軍の船に描かれ、アメリカとドイツの潜水艦のシンボルとして使用された。ドイツの潜水艦U-96の紋章として使用され、映画「U・ボート」での描写で知られ、後に第9潜水隊群のシンボルとなった。ドイツの第二次世界大戦時の小規模戦闘部隊の戦闘紋章にも描かれていた。
西アフリカ諸国中央銀行は、 CFA通貨の硬貨と紙幣にノコギリエイ類の図案を選んだ。神話的に豊穣と繁栄を表しているからである。この図案は、金粉の取引で使われていたアカン族とバウレ族の青銅製の重りに由来する。

### 水族館での飼育

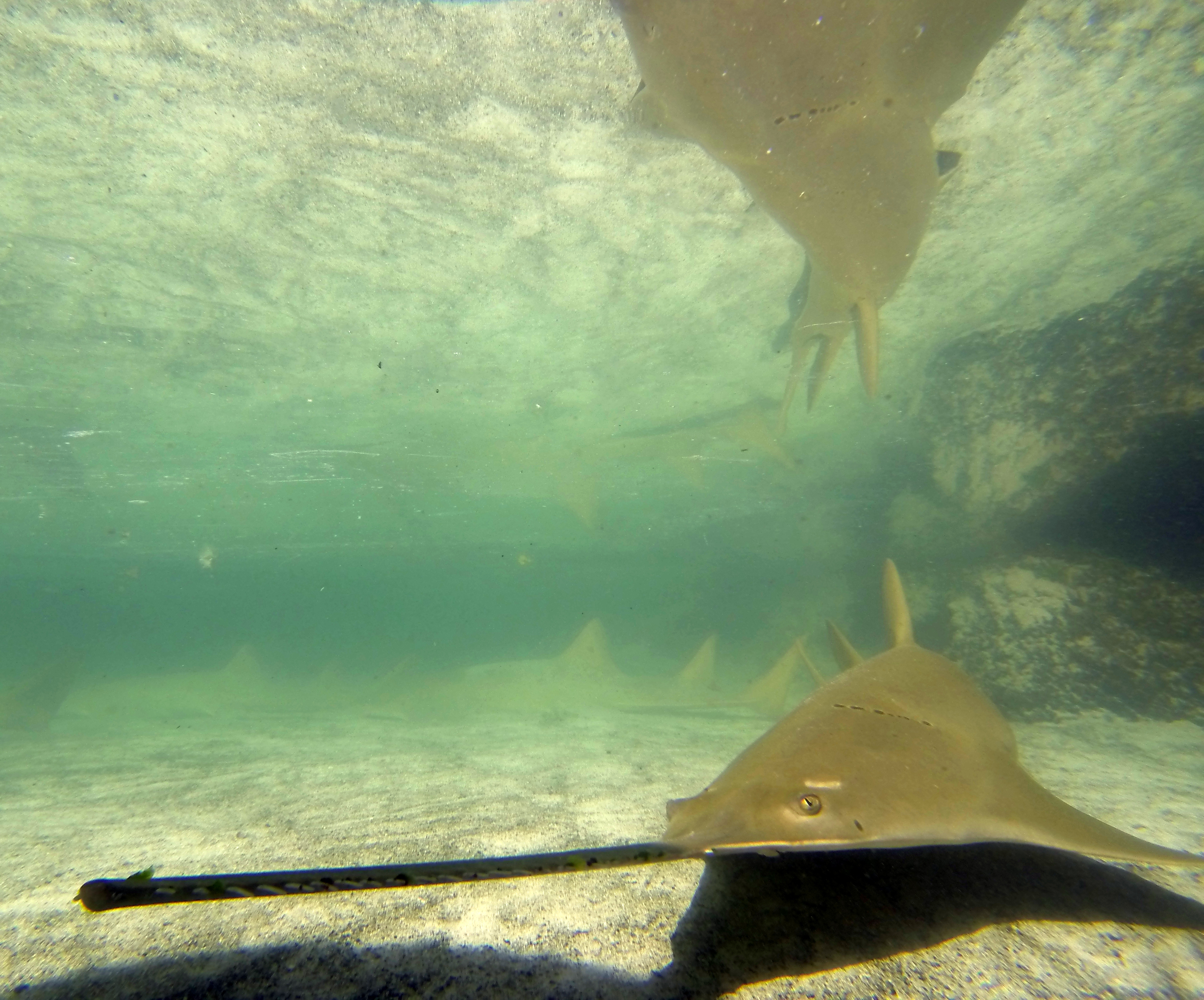
2012年にアトランティス・パラダイス・アイランドの水族館が初の飼育下繁殖に成功した

水族館では人気があるが、大型化するため大きな設備が必要であり、ノコギリエイ科魚類を飼育している北米とヨーロッパの10の水族館を調査したところ、水槽の容量は約150万 - 242万 Lと非常に大きかった。水族館の個体は、ノコギリエイ類の現状とその保全について人々に伝える役割を果たすことが多い。飼育下では丈夫で、安定して餌を得られるためか、野生よりも成長が早い。何十年も生きる個体もいるが、繁殖は難しい。2012年、バハマのアトランティス・パラダイス・アイランドの水族館で4匹のスモールトゥース・ソーフィッシュの仔魚が生まれ、これは飼育下繁殖に成功した唯一の例である。同施設では以前にも繁殖が試みられたが、2003年には失敗に終わっている。2012年の成功がノコギリエイ類の飼育下繁殖プログラムの第一歩となることが期待される。繁殖を促すには、水温、塩分、光周期の季節変動が必要だと推測されている。人工授精も検討されている。追跡調査によると、ノコギリエイ類は飼育下で一定期間過ごした後、野生に放たれると、急速に野生個体と似た行動を身に着ける。
ノコギリエイ科の5種のうち、オオノコギリエイ属の4種のみが飼育されている。最も一般的なのはオオノコギリエイで、2014年には北米で16匹、2013年にはヨーロッパで5匹、2017年にはオーストラリアで13匹が登録されている。これに続いてグリーンソーフィッシュが、北米で13匹、ヨーロッパで6匹となっている。2014年には北米で12匹のスモールトゥース・ソーフィッシュが登録されており、その他の地域で飼育されているのはコロンビアの公立水族館のみである。
日本では全国で3つの水族館、施設で飼育されている。マクセル アクアパーク品川でドワーフ・ソーフィッシュ、グリーンソーフィッシュ、オオノコギリエイが、登別マリンパークニクスでオオノコギリエイが、伊勢シーパラダイスでオオノコギリエイがそれぞれ飼育、また展示されている。
マクセルアクアパーク品川は、ドワーフ・ソーフィッシュを世界で唯一飼育している施設である。雌雄のペアが飼育されており、同水槽には全長が4m近いグリーンソーフィッシュ、オオノコギリエイも飼育されており、大きさや吻の長さ、形状などから比較的簡単に見分けられる。グリーンソーフィッシュは2020年9月現在は日本唯一の展示となっており、3尾とも開館当初の2005年から長期飼育されている。
二見シーパラダイス(現：伊勢シーパラダイス)では1987年9月18日に雌雄のオオノコギリエイの幼体が搬入され、それまで長期飼育が難しかった国内でのオオノコギリエイの飼育方法を確立した。雄は死亡したが雌は来館30年を超えて生存し、国内最長寿とされており、伊勢シーパラダイスでは毎年9月18日に周年イベントを開催している。
京急油壺マリンパークでもかつてグリーンソーフィッシュとオオノコギリエイを複数匹飼育しており、閉館時に生存していたオオノコギリエイ1個体がアクアパーク品川へ移動した。海遊館、志摩マリンランド、しながわ水族館、マリンワールド海の中道でも飼育記録があり、その殆どがオオノコギリエイであった。

## 脅威と保全

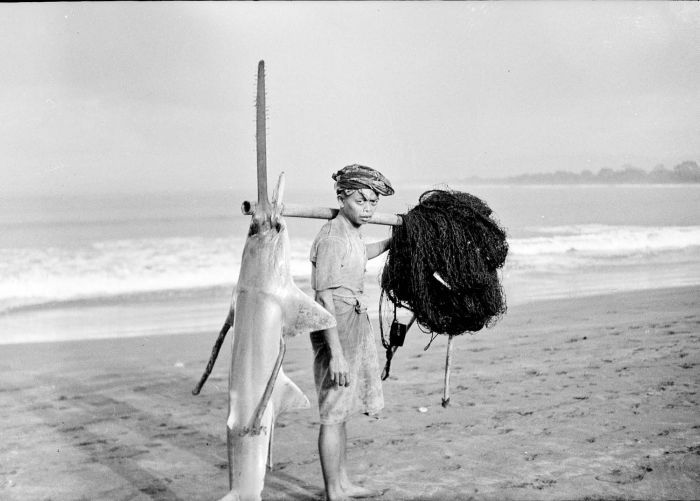
インドネシアで漁獲されたノコギリエイ

ノコギリエイ類はかつては一般的な魚種で、90ヶ国の沿岸に分布しており、地域によっては豊富に生息していたが、現在では激減しており、最も絶滅の危機に瀕している海洋魚類の1つとなっている。

### 利用
ノコギリエイ類とその部位は、さまざまな用途に使用されてきた。現在、最も深刻な脅威となっているのは、フカヒレスープへの使用、伝統薬としての使用、闘鶏用の吻歯、ノコギリの食用の4つである。ノコギリエイ類はサメではなくエイだが、フカヒレスープに使用するヒレとしては、イタチザメ、アオザメ、ヨゴレ、ニシネズミザメ、オナガザメ、シュモクザメ、カマストガリザメ、メジロザメ、オオメジロザメと同程度に珍重されている。その他の肉、油、粉末は、伝統医学（特に中国だが、メキシコ、ブラジル、ケニア、エリトリア、イエメン、イラン、インド、バングラデシュでも使用）の薬として、呼吸器疾患、眼疾患、リウマチ、痛み、炎症、疥癬、皮膚潰瘍、下痢、胃の不調に効くと主張されてきたが、これらの効能を裏付ける証拠は無い。他にも儀式や珍品として使用される。比較的最近まで、多くのノコギリエイ類が観光客や骨董品店、貝殻屋で販売されていたが、現在では主にオンラインで販売されており、その多くは違法である。2007年には、ノコギリエイ類1匹のひれとノコギリで、ケニアの漁師が5,000ドル以上を稼ぐ可能性があると推定され、2014年にはペルーやエクアドルで闘鶏用として販売された1本の吻歯の価値が最大220ドルに達した。肉は食用、皮は皮革として利用される。歴史的に、ノコギリは武器や櫛として使われていた。肝油は船の修理や街灯に使われており、フロリダでは1920年代まで食用魚油として最高のものとみなされていた。
ノコギリエイ類を対象とした漁は数千年前に遡るが、比較的最近までは、単純な釣りや銛を使った漁法が一般的だった。ほとんどの地域で、ノコギリエイ類の個体数が大幅に減少し始めたのは1960年代から1980年代である。これは、フカヒレスープ用のヒレの需要が大幅に増加し、国際的な漁が拡大し、近代的なナイロン製漁網が普及した時期と一致している。例外はインド太平洋に比較的広く分布していたドワーフ・ソーフィッシュだが、1900年代初頭までに分布域のほとんどから姿を消し、確実に生き残っているのはオーストラリアのみである（アラビア地域で最近発見された可能性がある記録が1つある）。ノコギリは漁網に絡まりやすいため、ノコギリエイのアキレス腱（弱点）と言われている。ノコギリエイ類は網から放すのが困難で危険なため、漁師の中には船に引き上げる前に殺したり、ノコギリを切断して捕獲したり放したりしている者もいる。ノコギリエイ類はノコギリを狩りに用いるため、ノコギリのないノコギリエイ類の長期生存は難しいと考えられる。オーストラリアでは捕獲したノコギリエイ類を放流しなければならず、ノコギリエイの死亡率が最も高く、刺し網で捕獲されたドワーフ・ソーフィッシュの死亡率は依然としてほぼ50%である。この率を下げる試みとして、ノコギリエイ類の放流ガイドが出版されている。

### 生息地の破壊と生物による影響
ノコギリエイ類の激減の主な原因は漁業だが、もう一つの深刻な問題は生息地の破壊である。マングローブや海草藻場を含む沿岸や河口の生息地は、特に幼魚にとって重要な生息地だが、人間の開発や汚染によって劣化することが多い。西オーストラリア州のフィッツロイ川におけるノコギリエイ類の幼魚の研究では、約60％の個体にオオメジロザメやワニに噛まれた跡があった。ダムや干ばつなどによる川の流れの変化は、ノコギリエイ類の幼魚が捕食者と接触する機会を増やし、捕食のリスクを高める可能性がある。
フロリダのスモールトゥース・ソーフィッシュやその他の魚は、環境毒素のせいで奇妙な行動を見せたり、死んだりしている。海底近くの微細藻類によって生成されるこれらの毒素は、魚の神経系に影響を及ぼす。

### ノコギリエイ類の現状
ノコギリエイ科の5種の分布域は合計90ヶ国に及んでいたが、現在ではそのうち20ヶ国から完全に姿を消し、おそらく他の数ヶ国からも姿を消している。さらに多くの国から少なくとも1種が絶滅し、残っているのは1、2種のみとなっている。国際自然保護連合のレッドリストによると、ノコギリエイ科の全種が近絶滅種である。現在、ノコギリエイ類は55ヶ国（中国、イラク、ハイチ、日本、東ティモール、エルサルバドル、台湾、ジブチ、ブルネイを含む）で絶滅したと推定されており、18ヶ国では少なくとも1種が姿を消し、28ヶ国では少なくとも2種が生息している。米国とオーストラリアは、ノコギリエイ類の保護が行き届いているため、最後の拠点となっているようである。サイエンス・アドバンスは、キューバ、タンザニア、コロンビア、マダガスカル、パナマ、ブラジル、メキシコ、スリランカを、緊急の行動が本科魚類の救済に大きく貢献できる国として挙げている。
琉球大学などの研究チームは2024年6月、日本にはノコギリエイ科のエイは1種のみが分布するとされてきたが実は2種おり、少なくともそのうちの1種であるAnoxypristis cuspidataは日本の海域ではすでに絶滅していると論文で発表した。

### オーストラリア

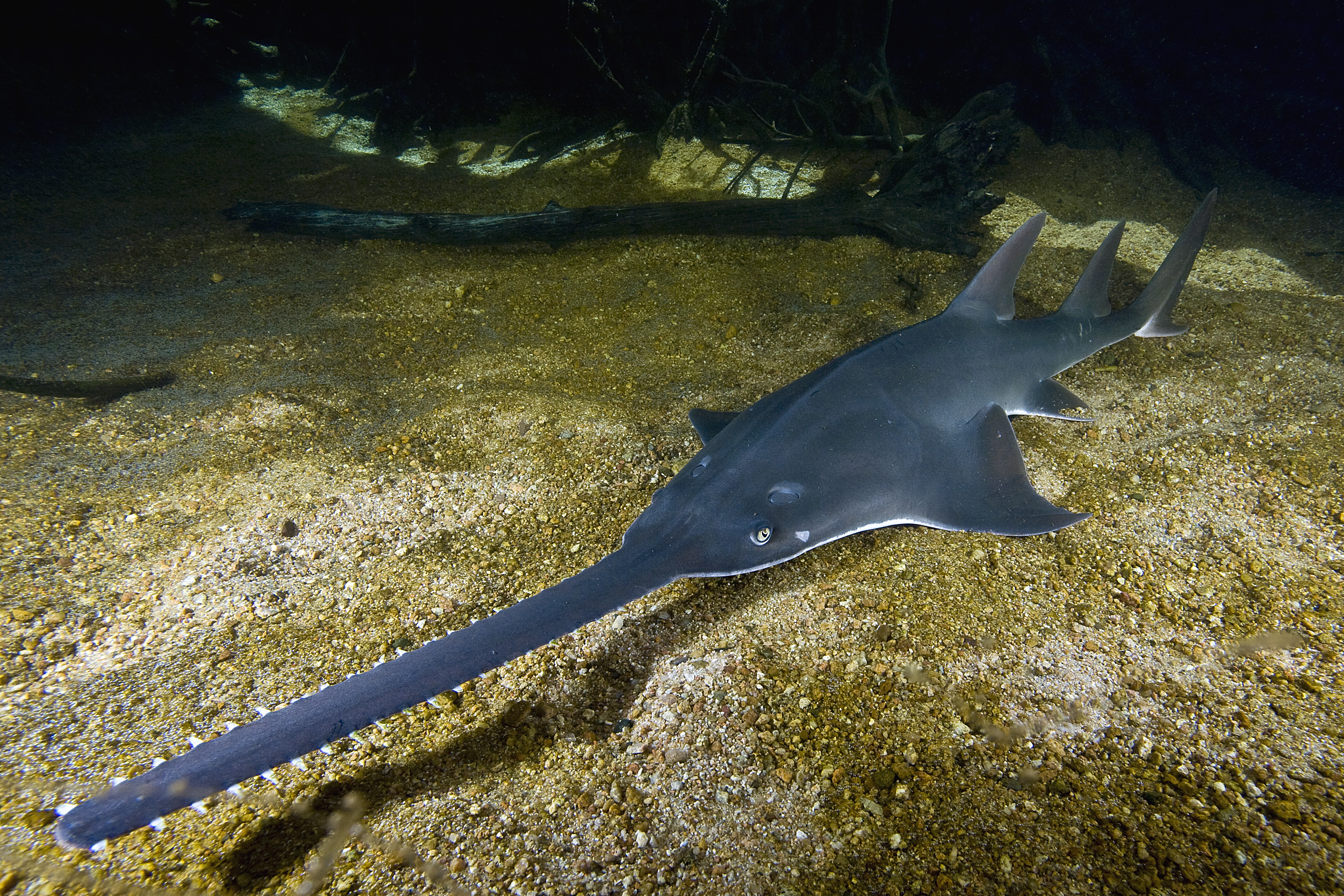
オーストラリアのオオノコギリエイ。オーストラリアには本種を含めた4種が知られる。

インド太平洋地域に分布する4種（ノコギリエイ、ドワーフ・ソーフィッシュ、オオノコギリエイ、グリーンソーフィッシュ）がすべて見られる地域はオーストラリア北部のみだが、ここでも個体数は減少している。ノコギリエイ属はオーストラリアで保護されており、先住民だけが合法的に捕獲できる。違反した場合は、最高121,900オーストラリアドルの罰金が科せられる。ノコギリエイはノコギリエイ属と保護の水準が異なる。ワシントン条約により、2007年から2013年までオーストラリアは水族館取引用に野生捕獲されたノコギリエイを輸出できる唯一の国であった。これは、オーストラリアの個体数が比較的多いノコギリエイのみを対象としており、生きた個体のみが「主に保全目的で適切かつ許容される水族館に」輸出されていた。取引された数は非常に少なく2007年から2011年の間に8件であり、オーストラリアは2011年以降輸出していない。
2000年以来、オーストラリア西部のフィッツロイ川では、ノコギリエイ類の調査が行われている。2018年12月、この川で記録された最大の大量死は、40匹以上のノコギリエイ類が死んだときで、これは主に暑さと雨期の不作による深刻な降雨不足が原因であった。2019年10月にクイーンズランド州北部で14日間の調査遠征が行われ、ノコギリエイ類は1匹も発見されなかった。チャールズ・ダーウィン大学の専門家ピーター・カイン博士は、南部の生息地の変化と北部の刺し網漁が個体数の減少の一因となっているが、漁師たちが自然保護活動家と協力し始めた今では、ダムや川の流れへの水の転用が北部でより大きな問題になっていると述べた。また、イリエワニの保護が成功したことも、ノコギリエイ類の個体数に悪影響を及ぼしている。しかし、ノーザンテリトリーのアデレード川とデイリー川、キンバリーのフィッツロイ川には依然として十分な個体数が存在していた。
マードック大学の研究者と先住民のレンジャーによる研究では、2002年から2018年の間に500匹以上のノコギリエイ類が捕獲され、フィッツロイ川のダムや大規模な水路の転用によってノコギリエイ類の生存が危険にさらされる可能性があるという結論が出た。ノコギリエイ類は繁殖のためにキンバリーの雨期の洪水に依存していることが判明した。近年の乾燥した年には、個体数が減少傾向にある。この地域では、川の水を農業や牛の飼料作物の栽培に利用することについて議論があった。
オーストラリアのサメとエイの保護団体は、ノコギリエイ類の歴史的生息地を理解するために市民科学調査を実施している。市民はノコギリエイの目撃情報をオンラインで報告することができる。

### その他の国
オーストラリアを除くインド太平洋地域では、ノコギリエイ類は絶滅しているか、非常に少ない数しか生き残っていない。例えば、4種のうち、南アジアで確実に生き残っているのは2種（ノコギリエイとオオノコギリエイ）のみであり、東南アジアで確実に生き残っているのは2種（ノコギリエイとグリーンソーフィッシュ）のみである。

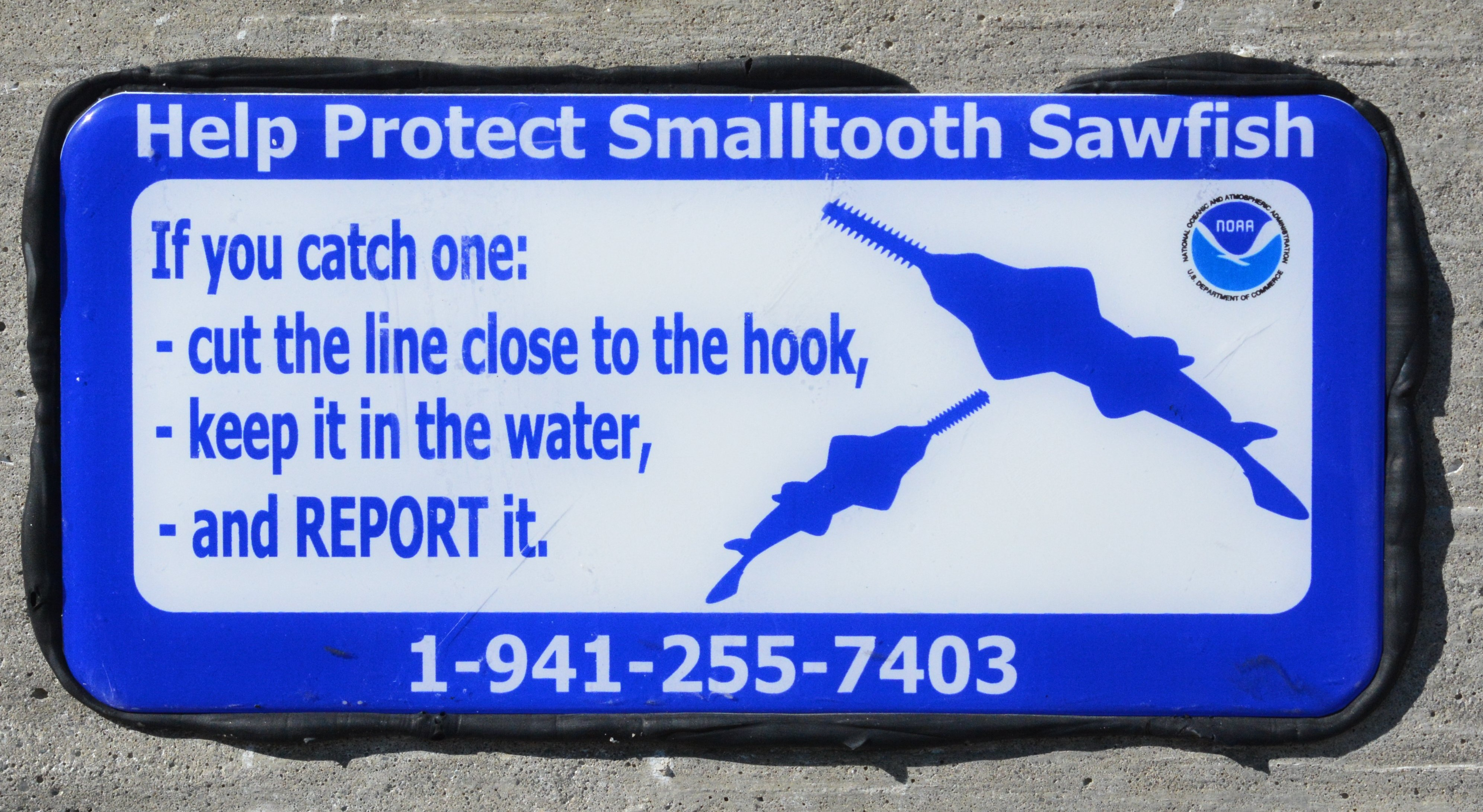
フロリダ州におけるスモールトゥース・ソーフィッシュ保護のための標識

大西洋地域の2種、スモールトゥース・ソーフィッシュとノコギリエイの状況は、インド太平洋地域と同様である。ノコギリエイはアフリカの大西洋岸のほとんど（ギニアビサウとシエラレオネにのみ確実に生き残っている）および南アフリカから完全に絶滅している。大西洋地域で比較的大きなノコギリエイの残存個体群はブラジルのアマゾン川河口のみであるが、中央アメリカと西アフリカにも小規模の個体群がある。スモールトゥース・ソーフィッシュは大西洋地域にのみ生息しており、元々の生息範囲が狭く、その約81%が消滅しているため、最も絶滅が危惧されているノコギリエイ類といえる。確実に生き残っているのは6ヶ国のみであり、唯一生き残れる個体群は米国のみである可能性がある。米国ではかつてテキサス州からニューヨーク州にかけてスモールトゥース・ソーフィッシュが生息していたが、その数は少なくとも95%減少しており、今日では基本的にフロリダ州のみに生息している。フロリダ州の個体群は高い遺伝的多様性を保持しており、個体数も現在は安定しており、ゆっくりと増加しているように見える。スモールトゥース・ソーフィッシュの回復計画は2002年から実施されている。米国では2003年に絶滅危惧種保護法に最初の海水魚として追加されて以来、厳しく保護されている。許可された漁業以外で、スモールトゥース・ソーフィッシュを傷つけたり、釣り針に引っ掛けたり、網で捕まえたりすることは違法となる。罰金は初回でも最高1万ドルである。誤って捕獲した場合は、できるだけ慎重に放流する必要があり、基本的な方法のガイドが発行されている。2003年に、ノコギリエイを絶滅危惧種法に追加する試みは、この種が米国ではもう生息していないという理由もあり却下された（米国での最後の記録は1961年）。しかし2011年に追加され、残りのノコギリエイ科魚類は2014年に追加され、米国でのそれらの種の取引が制限された。2020年、フロリダ州の漁師が電動のこぎりを使ってスモールトゥース・ソーフィッシュの吻を切り落とし、傷ついた魚を放したが、罰金、社会奉仕活動、保護観察処分を受けた。

### 保全

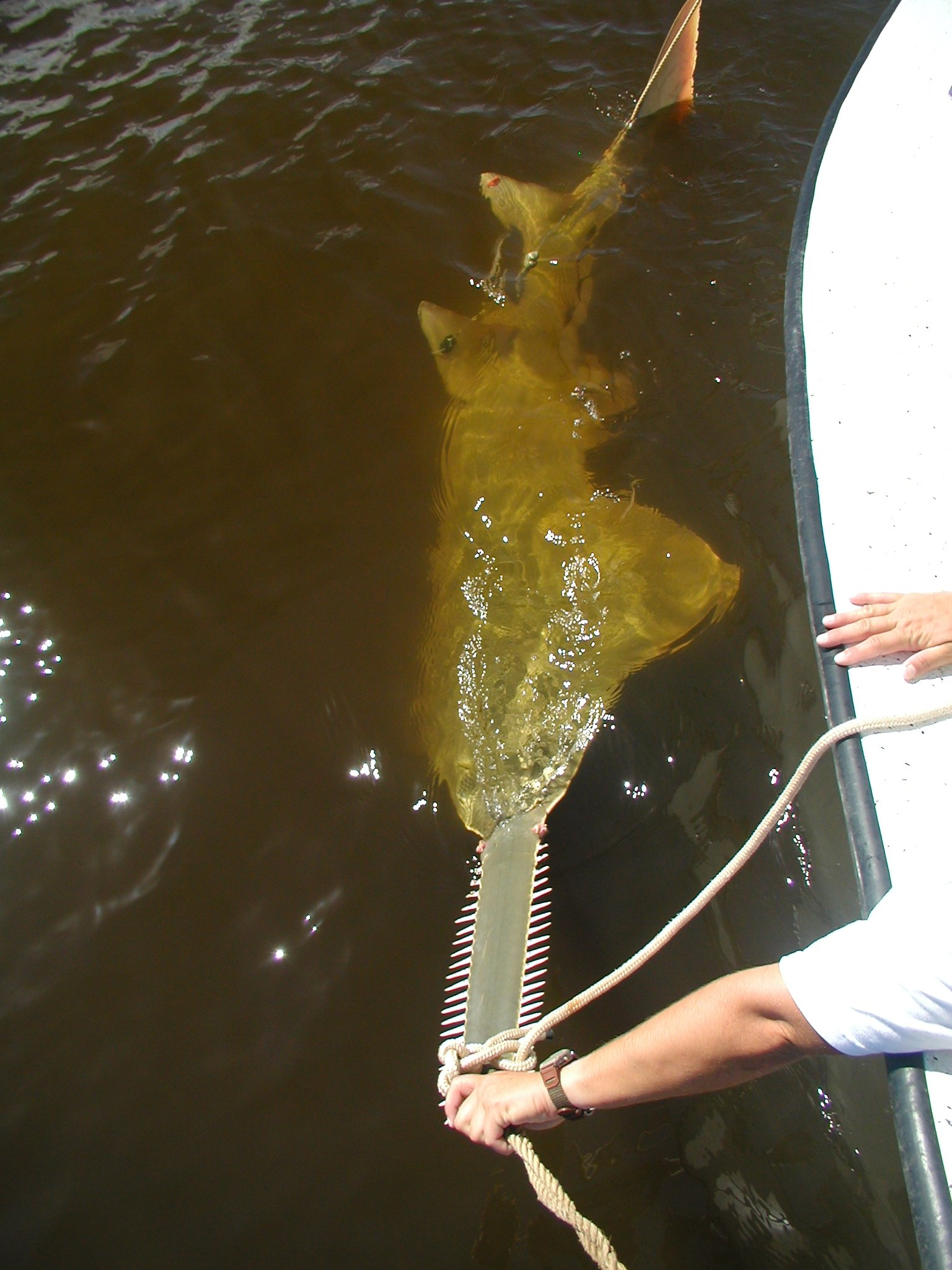
タグをつけて再放流されるスモールトゥース・ソーフィッシュ

2007年以来、ノコギリエイ科の全種はワシントン条約（CITES）附属書Iに掲載されており、種とその加工品の国際取引が禁止されている。唯一の例外は、オーストラリアのオオノコギリエイで、ワシントン条約（CITES）附属書IIに掲載されており、公立水族館への取引のみが許可されていた。検討の結果、オーストラリアは2011年以降輸出を停止し、2013年にこれも附属書Iに移動された。オーストラリアと米国に加えて、ノコギリエイ類は欧州連合、メキシコ、ニカラグア、コスタリカ、エクアドル、ブラジル、インドネシア、マレーシア、バングラデシュ、インド、パキスタン、バーレーン、カタール、アラブ首長国連邦、ギニア、セネガル、南アフリカでも保護されているが、これらの国々のいくつかでは既に機能的絶滅または完全に絶滅している可能性が高い。違法漁業は続いており、多くの国で漁業法の執行が不十分である。比較的よく保護されているオーストラリアでさえ、特にノコギリを違法に販売しようとしている人が時々逮捕される。ノコギリは特徴的だが、魚市場で販売するために切り分けられた場合、ノコギリエイ類の肉やひれがノコギリエイ類由来であると特定することは困難である。これに対し、DNA検査で解決することはできる。保護されていても、比較的低い繁殖率のために、乱獲からの回復が特に遅い。かつては豊富だったニカラグア湖のオオノコギリエイが例として挙げられる。1970年代に数万匹が捕獲された後、その個体数は急速に減少した。1980年代初頭にニカラグア政府によって保護されたが、今日でも希少である。スモールトゥース・ソーフィッシュは、適切な保護が行われれば依然考えられていたよりも速い速度で個体数が回復するとされる。この科の中では、ノコギリエイは繁殖率が比較的高く（世代の長さは約4.6年で、他の種の3分の1以下）、生息域の縮小も最も少なく（30％）、最近までIUCNによって絶滅危惧種とされていた。ドワーフ・ソーフィッシュも最近まで絶滅危惧種であり、その主な減少が少なくとも100年前に起こったことを反映しており、IUCNの評価は過去3世代の期間（ドワーフ・ソーフィッシュでは約49年と推定）に基づく。
オーストラリアと北アメリカではノコギリエイ類を対象とした研究プロジェクトがいくつかある。フロリダ自然史博物館はInternational Sawfish Encounter Databaseを管理しており、世界中の人々が、生きているものでも、店やオンラインで販売されている吻でも、ノコギリエイ類を報告するよう奨励されている。そのデータは、世界中のノコギリエイ類の生息地、分布、および個体数を評価するために生物学者によって使用されている。ノコギリエイ類の現状に関する知識を増やす試みとして、2017年より「International Sawfish Day」が毎年10月17日に開催されている。